# Mount Balchen (Alaska)
Der Mount Balchen ist ein 3395 m hoher Berg in der Alaskakette in Alaska (USA). Er ist einer der höchsten Berge in der Hayes Range, ein Teilabschnitt der Alaskakette.

## Geografie
Der Mount Balchen befindet sich 6,8 km westlich vom Mount Hayes, dem höchsten Berg der Hayes Range. Der Mount Balchen befindet sich auf dem Hauptkamm. Im Nordosten befindet sich das Nährgebiet des Hayes-Gletscher, im Südosten befindet sich ein Tributärgletscher des Susitna-Gletschers, im Westen befindet sich das Nährgebiet eines östlichen Tributärgletschers des Gillam-Gletschers. Ein Berggrat führt nach Osten zum Mount Hayes. Ein weiterer Berggrat führt nach Norden zu dem benachbarten Mount Geist. Weiterhin führt ein Berggrat anfangs nach Süden, wenig später nach Westen zum Hess Mountain.

## Besteigungsgeschichte
Die Erstbesteigung des Mount Balchen gelang am 30. April 1974 Dusan Jagersky und William Q. Sumner über den Ostgrat. Ausgangspunkt der Tour war der Hayes-Gletscher.

## Namensgebung
Der Berg wurde am 1. Januar 1974 vom U.S. Geological Survey (USGS) nach Bernt Balchen (1899–1973) benannt, Colonel der United States Air Force, ein norwegisch-US-amerikanischer Polarforscher und Luftfahrtpionier.